# ハーキム1世
ハーキム1世（? - 1302年1月19日）はアッバース朝の第39代カリフ（在位：1262年 - 1302年）である。アッバース朝第30代カリフ、ラーシドの子孫で、先代ムスタンスィル2世に後継者がいなかったため、傍系の彼がカリフに即位した。政治的権力はなく、名目的権威者に過ぎなかった。